# 浦上駅
浦上駅（うらかみえき）は、長崎県長崎市川口町にある九州旅客鉄道（JR九州）長崎本線の駅である。
本項では駅前にある長崎電気軌道本線の停留場、浦上駅前停留場（うらかみえきまえていりゅうじょう、浦上駅前電停）についても扱う。

## 解説
長崎本線の新・旧線の分岐駅であり、快速「シーサイドライナー」を含む全定期旅客列車が停車する。2008年3月14日までは寝台特急「あかつき」1往復のみが当駅を通過していたが、廃止に伴って当駅を通過する定期旅客列車はなくなった。2005年2月28日までは「あかつき」の他に寝台特急「さくら」も当駅を通過していた。特急「ふたつ星4047」などの観光列車は当駅を通過する。
諫早・佐世保・鳥栖・佐賀・福岡方面から長崎市北部・時津町・長与町などへ向かう玄関口となっているほか、終点の長崎駅まで行かなくても長与方面と市布方面との乗り換えができるため、快速と長与方面の列車の乗り換え利用者もいる。この場合、運賃は喜々津乗り換え（東園経由）とは異なるが、喜々津以遠（西諫早方面）の駅と長与 - 西浦上間の駅との間を乗車する場合に限り、東園経由と浦上経由との間に選択乗車制度があるため、結果的に最短距離で運賃を計算できる。ただしこの場合、券面表示区間外の長与 - 西浦上間は途中下車できない。
2022年9月23日の西九州新幹線開業に伴い、当駅を経由し、停車する定期特急列車はなくなった。西九州新幹線の諫早 - 長崎間は長崎本線新線の線増として扱われており、またその開業時に、当駅 - 長崎駅には運賃計算の特例として分岐駅通過の特例が新設されたため、西浦上以遠から長崎乗り換えで西九州新幹線を利用する場合、別途特急券を購入することで浦上・現川経由の乗車券で長崎を経由できる。ただし長崎では途中下車できず、また当駅あるいは新線の現川方面から乗車して長崎で乗り換える場合にはこの特例は適用されない。
長崎電気軌道の浦上駅前停留場は浦上駅の東側にあり、1号・2号・3号各系統の電車が停車する。

## 歴史
1897年（明治30年）7月22日に九州鉄道長崎線の長与駅と当駅間が開通したのに伴い開業。当時は長崎駅（ながさきえき）という名であった。当時、現在の長崎駅と当駅間の一帯は海で、市中に乗り入れができなかったため、当地に駅が建設されたものである。開通初日の乗客数は494名、その料金収入は58円30銭5厘であった。現在の長崎駅が開業するまでの8年間は終着駅であり、長崎市の表玄関の駅でもあった。現在でも駅前広場の一角に「長崎駅址」の石碑が建てられている。
1945年（昭和20年）8月9日の長崎市への原子爆弾投下では、当駅は爆心地より約1 kmの至近距離に位置していたことから、駅舎は全壊し構内には多数の遺体が転がっていた。国鉄職員の人的被害も甚大で、勤務中の職員ら約70名のうち即死者20名を含む65名が亡くなったが、当駅は諫早駅などとの間で被災者をピストン輸送する拠点として機能し続けた。被爆後の駅舎は原爆により焼失しバラック建てによる仮復旧の後、1953年（昭和28年）に建てられたものである。
1973年（昭和48年）8月9日、当駅を含む国鉄職員の原爆犠牲者を慰霊する目的で「国鉄原爆死没者慰霊之碑」が国鉄労働組合により建立され、同時に慰霊祭が執り行われた。

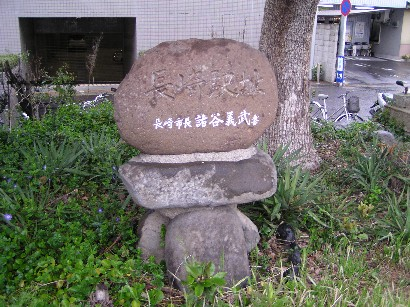
長崎駅址の石碑（2005年3月）
国鉄原爆死没者慰霊之碑（2018年8月）

### 年表
- 1897年（明治30年）
  - 7月22日：長崎駅（ながさきえき）として開業[2]。終着駅。長与駅より先の区間は未開通で、長与駅と早岐駅（同年7月10日開通）間には大村湾連絡船が運航されていた。
  - 10月：長崎港湾埋立工事が開始。
- 1898年（明治31年）11月27日：長与駅 - 大村駅間の路線が開通し、長崎駅から門司駅までの全線が開通。
- 1904年（明治37年）11月：長崎港湾埋立工事が完成し、埋立地に台場町など24町が新設。
- 1905年（明治38年）
  - 2月：日露戦争勃発によって軍事物資輸送などの必要性が出てきたため、浦上から台場町までの1マイルの臨港路線が延長され、仮駅舎が設置される。
  - 4月5日：路線延伸により台場町の仮駅舎が長崎駅として開業。従来の長崎駅である当駅は浦上駅（うらかみえき）に改称[2]。
- 1907年（明治40年）7月1日：九州鉄道の国有化に伴い官設鉄道（九州帝国鉄道）の駅となる[2]。
- 1909年（明治42年）10月12日：国有鉄道の線路名称制定により長崎本線の駅となる。
- 1915年（大正4年）11月16日：長崎電気軌道が病院下 - 築町間で開通[4][5]、浦上駅前停留場が開業[6]。当初は現在の場所よりやや南にあった[1]。
- 1945年（昭和20年）
  - 8月9日：原子爆弾により被災。駅舎は全壊し職員65名が死亡[3]。線路も大橋鉄橋から長崎駅の間は不通となる。長崎電気軌道も全線が不通[7]。
  - 8月10日：大橋鉄橋付近・浦上駅・長崎駅間の復旧工事作業が開始。
  - 8月11日：午後10時15分長崎駅発の終列車から運行を再開。
- 1946年（昭和21年）2月1日：長崎電気軌道本線浦上駅前 - 長崎駅前間が復旧[7]。
- 1947年（昭和22年）5月16日：長崎電気軌道本線大橋 - 浦上駅前間が一部路線変更の上復旧[7]。
- 1953年（昭和28年）8月26日：駅舎が落成し[8]、被爆後8年間のバラック駅舎での営業を終了。
- 1954年（昭和29年）2月1日：浦上駅前停留場を移設[6]。
- 1972年（昭和47年）10月2日：喜々津駅から市布駅を経て当駅に至る長崎本線の新線が開業し、分岐駅となる。
- 1976年（昭和51年）12月1日：貨物扱い廃止[2]。
- 1982年（昭和57年）7月24日：長崎大水害により駅舎が水没し全線運休。7月27日に復旧。
- 1986年（昭和61年）12月19日：浦上歩道橋線歩行者専用道路が開通。
- 1987年（昭和62年）4月1日：国鉄分割民営化に伴い、九州旅客鉄道（JR九州）の駅となる[2]。
- 2000年（平成12年）3月10日：浦上駅前停留場を改築[9]。
- 2004年（平成16年）12月7日：浦上駅前停留場に横断歩道を設置[10]。
- 2008年（平成20年）3月15日：寝台特急「あかつき」の廃止に伴い、この日より全定期列車が停車となる。
- 2012年（平成24年）12月1日：ICカード「SUGOCA」の利用を開始[11]。
- 2013年（平成25年）
  - 6月：長崎本線連続立体交差化事業による高架化工事に伴い、駅舎取り壊し開始。
  - 11月末：仮駅舎完成。
  - 12月14日：仮駅舎供用開始。
- 2020年（令和2年）3月28日：当駅 - 長崎間連続立体交差事業により当駅 - 長崎駅間が高架化[12][13][14]。
- 2022年（令和4年）9月23日 - 西九州新幹線の開業に伴い、特急の停車がなくなる。当駅を含め、肥前浜駅 - 長崎駅間が非電化となる。
- 2023年（令和5年）10月1日：業務委託駅の直営化により、JR九州の直営駅に変更。

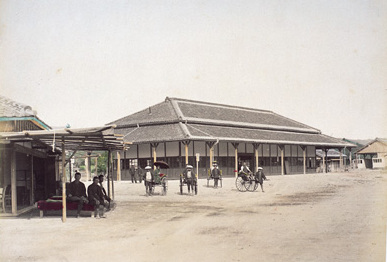
初代駅舎（1899年）
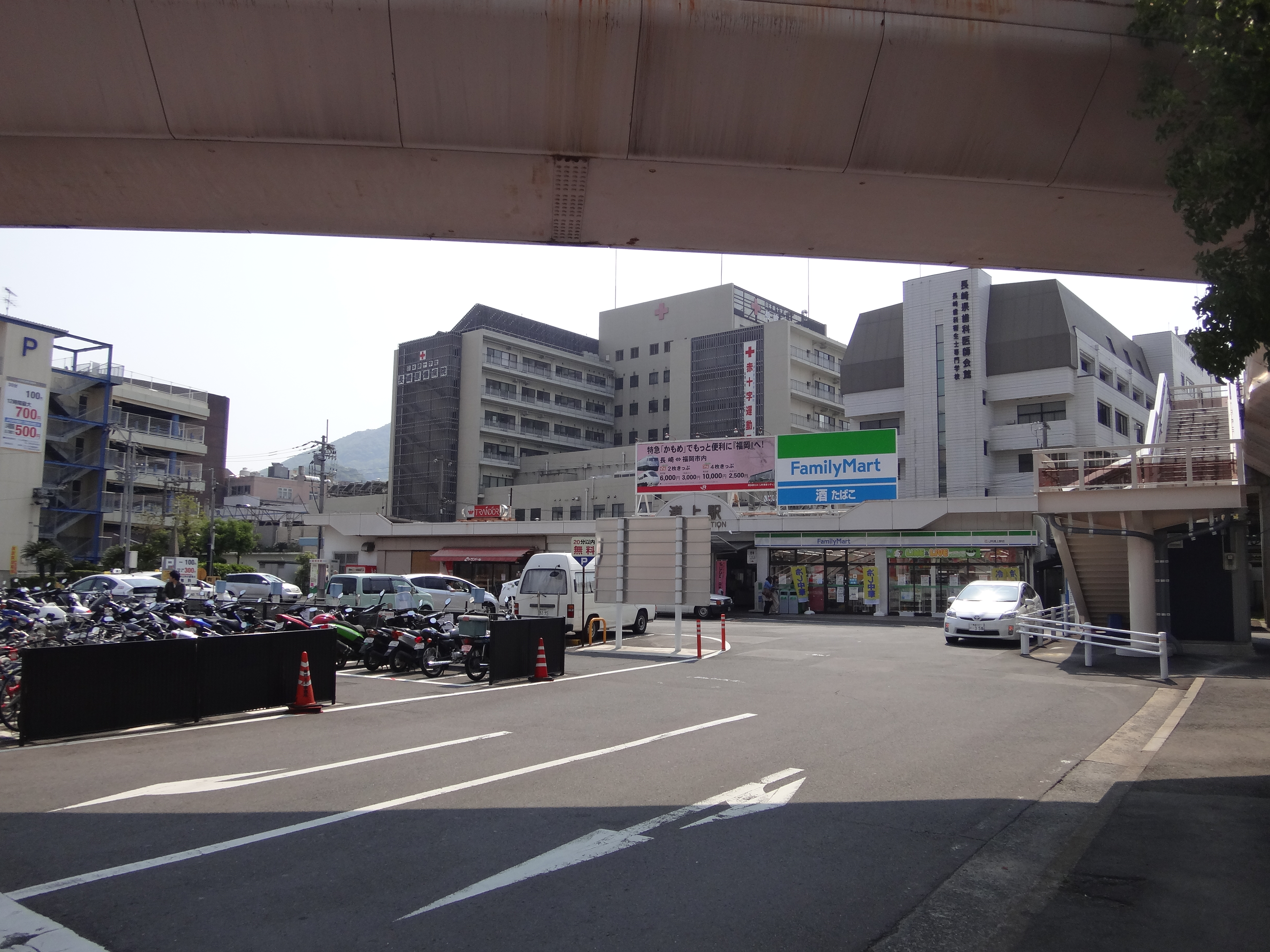
1953年竣工の旧駅舎（2013年5月）
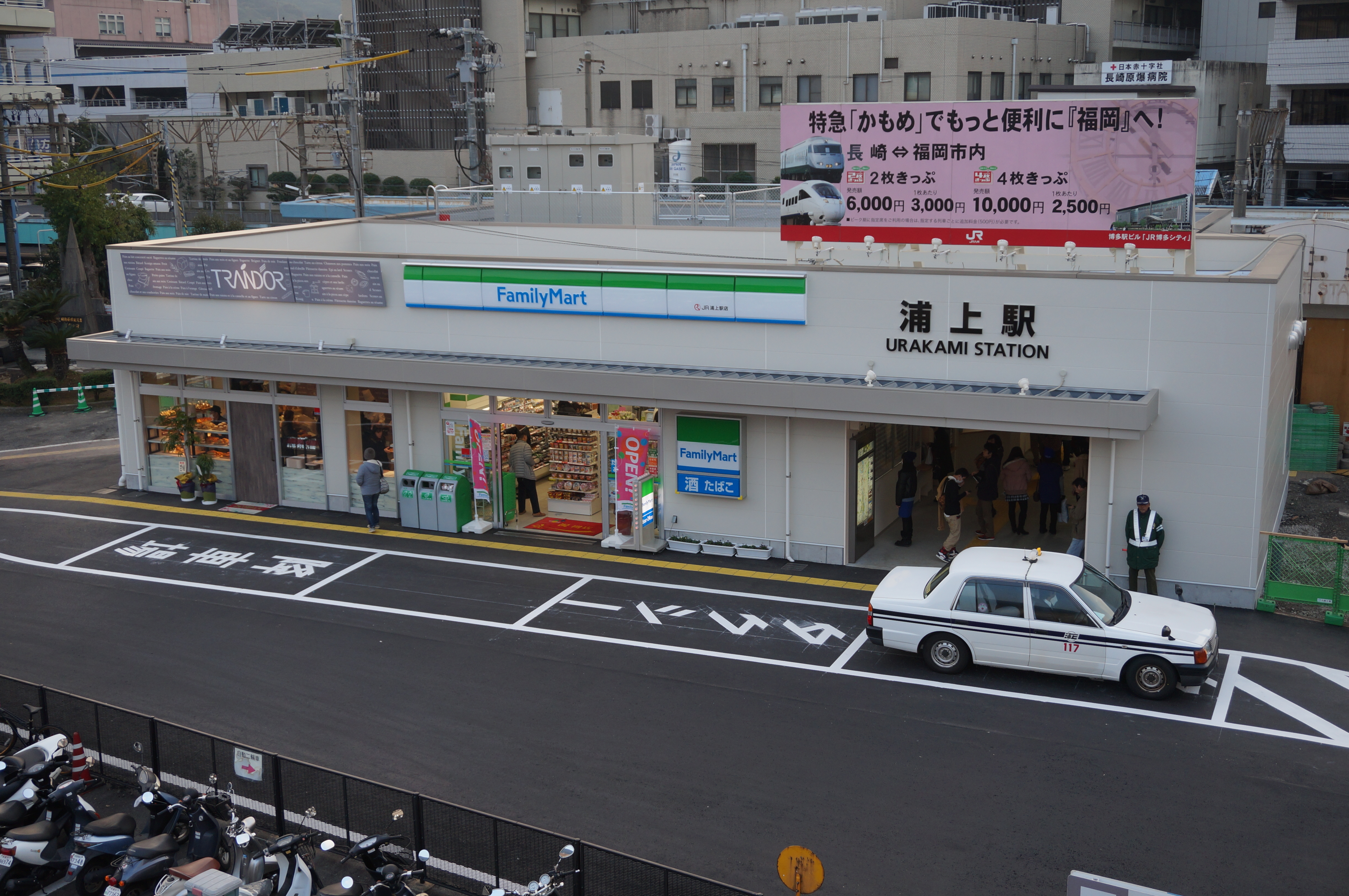
高架化工事中の仮駅舎 （2013年12月）

## 駅構造

### JR九州
島式ホーム1面2線の高架駅。JR九州本体が運営する直営駅だが、駅長の配置はなく、出札要員が派遣されている。2023年9月30日まではJR九州サービスサポートが駅業務を受託する業務委託駅であった。みどりの窓口が設置されている。
地上駅時代は相対式ホーム2面2線、2015年12月23日より高架化工事のため島式1面2線の仮ホームとなった。

#### のりば
| のりば | 路線      | 路線     | 方向 | 行先                   |
| ------ | --------- | -------- | ---- | ---------------------- |
| 1      | ■長崎本線 | -        | 下り | 長崎行き               |
| 1      | ■大村線   | -        | 下り | 長崎行き               |
| 2      | ■長崎本線 | 市布経由 | 上り | 諫早・江北方面         |
| 2      | ■大村線   | 市布経由 | 上り | 諫早・早岐・佐世保方面 |
| 2      | ■長崎本線 | 長与経由 | 上り | 諫早方面               |
| 2      | ■大村線   | 長与経由 | 上り | 諫早・早岐・佐世保方面 |

#### 駅高架化
JR長崎本線連続立体交差事業に伴い高架化工事が行われた。平屋建ての旧駅舎は取り壊され、仮駅舎が2013年11月末に完成し同年12月14日より供用開始した。旧駅舎内に入居し、2013年5月6日から一時閉店していたファミリーマート（旧：生活列車→am/pm）とトランドールも12月14日より仮駅舎で営業再開した。2020年3月28日に高架駅舎が供用開始した。西九州新幹線の暫定開業後は、通常2 - 4両の普通・快速列車しか停車しなくなるため、不要になるホーム部分は撤去された。

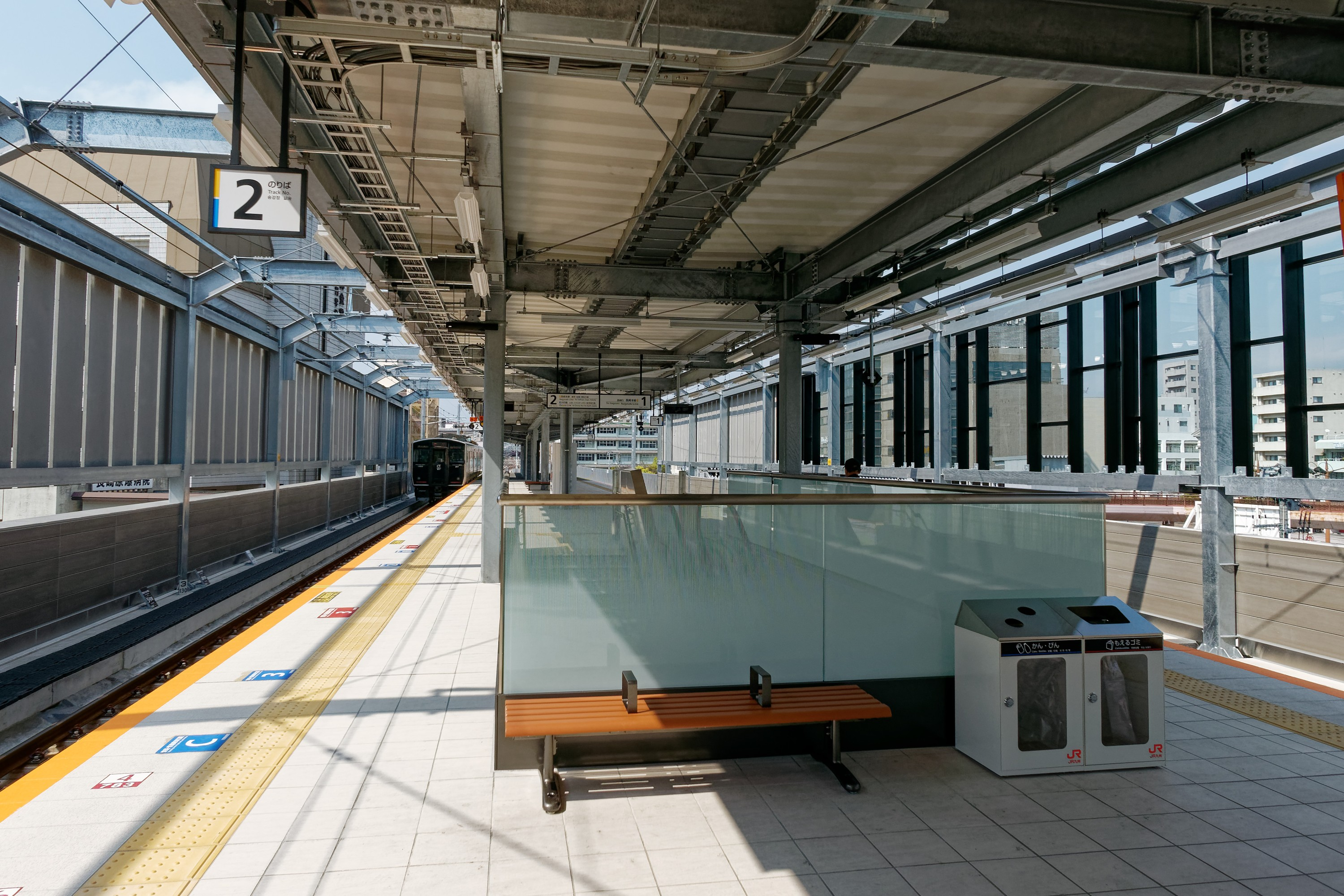
ホーム（2020年4月）
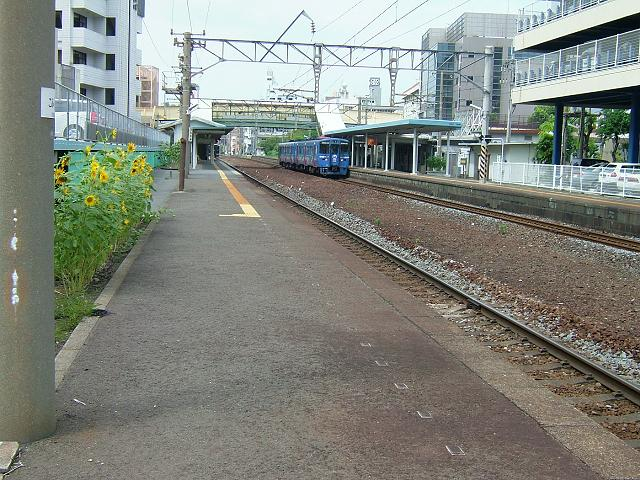
地上駅時代のホーム （2005年8月）

### 長崎電気軌道
停留場は浦上駅前を走る併用軌道上にあり、ホームは道路上に置かれる。ホームは2面あり、浦上駅に並行して伸びる2本の線路を挟んで向かい合う（相対式ホーム）。駅側にあるのが赤迫方面行きのホーム、反対側が長崎駅前方面行きのホーム。ホームには横断歩道橋と横断歩道が接続する。もとは歩道橋のみだったが、利便性を向上させるため2004年に横断歩道が追加で設置された。駅番号は22。
1915年の開業当初は南寄りにあり、当時の路線は浦上駅前から長崎大学病院（旧長崎県立病院）の門前まで大きくカーブを描いて迂回するようなルートをとっていた。この区間は専用軌道で、途中には長崎電気軌道で唯一、赤色灯付きの踏切があった。ルートが変更されたのは1947年5月、原爆投下から浦上駅前 - 大橋間が復旧した時のことで、都市計画に基づいて浦上駅前から浜口町までが一直線に結ばれるようになった。

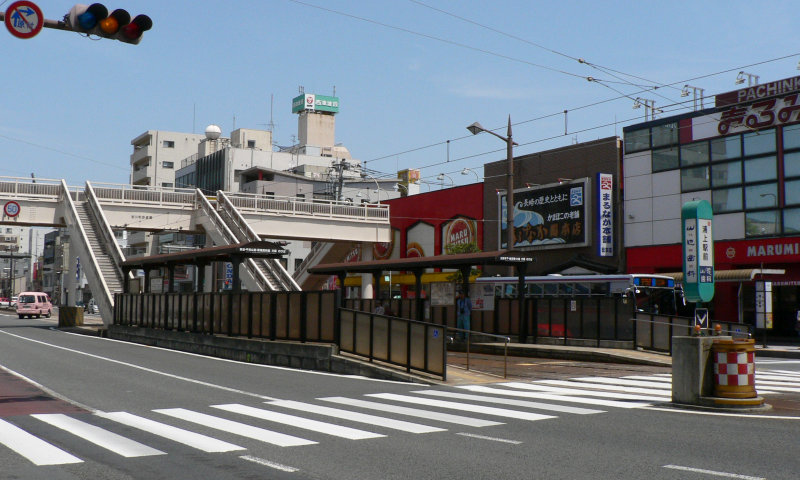
停留場全景（2009年4月）

## 利用状況
- JR九州 - 2023年度の1日平均乗車人員は2,313人である[27]。
- 長崎電気軌道 - 2019年の1日の乗降人員は2,800人である[28]。

長崎県内の駅では長崎駅、諫早駅、佐世保駅に次いで4番目に利用客が多い。各年度の1日平均乗車人員は以下の通り。
| 年度   | 1日平均 乗車人員 |
| ------ | ---------------- |
| 2000年 | 2,095            |
| 2001年 | 2,033            |
| 2002年 | 1,955            |
| 2003年 | 1,888            |
| 2004年 | 1,887            |
| 2005年 | 1,903            |
| 2006年 | 1,908            |
| 2007年 | 2,061            |
| 2008年 | 2,213            |
| 2009年 | 2,330            |
| 2010年 | 2,379            |
| 2011年 | 2,412            |
| 2012年 | 2,551            |
| 2013年 | 2,562            |
| 2014年 | 2,569            |
| 2015年 | 2,597            |
| 2016年 | 2,609            |
| 2017年 | 2,568            |
| 2018年 | 2,629            |
| 2019年 | 2,590            |
| 2020年 | 2,146            |
| 2021年 | 2,270            |
| 2022年 | 2,363            |
| 2023年 | 2,313            |

## 駅周辺
駅前広場を挟み国道に面する。駅の裏には長崎原爆病院、茂里町側にはみらい長崎ココウォーク（商業施設）、ココウォークバスセンター（バスターミナル、ココウォーク1階）、長崎ブリックホール（コンサートホール・国際会議場）、長崎文化放送（放送局）、長崎新聞社、長崎西高校、活水中学・高校など公共・文教施設が多い。また、バス・路面電車（北部方面）への乗り換え利用者も多い。この駅の利用者は通勤通学者が多数を占める。

### 文教施設
- 活水中学校・高等学校
- 長崎県立長崎西高等学校
- 長崎市立淵中学校
- 長崎市立銭座小学校
- 長崎市立坂本小学校
- 北九州予備校長崎校
- 長崎大学医学部・歯学部
- 長崎歯科衛生士専門学校

### 医療
- 長崎大学病院
- 日本赤十字社長崎原爆病院
- 長崎県医師会館

### 文化施設
- 長崎市平和会館
- 長崎市立歴史民俗資料館
- 長崎ブリックホール
- 長崎県総合福祉センター
- 長崎県障害者職業センター
- 長崎原爆資料館

### マスコミ
- 長崎新聞
- 長崎文化放送

### その他
- まるなか蒲鉾総本店
- みらい長崎ココウォーク - 2008年10月1日に浦上駅近くの長崎自動車茂里町営業所の再開発事業計画によって建設された。観覧車をランドマークとする大型商業施設。
- 浦上川
- 山王神社

### バス路線
最寄りのバス停は国道206号沿いにある長崎自動車・長崎県交通局の「浦上駅前」バス停。他にも「ココウォーク茂里町」バス停やココウォークバスセンターが徒歩圏内にある。浦上駅前を起終点とする便は少ない。
- 大橋・住吉・本原・昭和町・西町方面 - 浦上駅前 - 長崎駅前・中央橋・新地中華街方面
  - 長崎大学病院行きミニバス「元気くん」と浦上駅前始発立神行きは駅前広場から発車する。
  - 長崎空港行きリムジンバス（昭和町経由・道の尾経由）も利用可能。

## 隣の駅
九州旅客鉄道（JR九州）
■長崎本線（新線、市布経由）
■区間快速「シーサイドライナー」
喜々津駅 - 浦上駅 - 長崎駅
■快速「シーサイドライナー」・■普通
現川駅 - （肥前三川信号場） - 浦上駅 - 長崎駅
■長崎本線（旧線、長与経由）
■普通
西浦上駅 - 浦上駅  - 長崎駅
長崎電気軌道
本線
大学病院停留場 (21) - 浦上駅前停留場 (22) - 茂里町停留場 (23)